# 能動的三分間
《能動的三分間》（能動的三分間，Nōdōteki Sanpunkan／3min.）是日本樂團東京事變的第六張單曲，由EMI Music Japan／Virgin Music於2009年12月2日發行；這張單曲象徵第四張專輯《SPORTS》發行前的預告。在跨業合作部分，歌曲「能動的三分間」也是江崎固力果『Watering Kiss Mint』口香糖廣告的主題曲，並由主唱椎名林檎擔任產品的代言人，而這也是椎名林檎第一次的廣告演出。初回限定為《東京事變 live tour 2010 Ultra C》巡迴演唱會門票優先抽選券。
在單曲銷售成績方面，本張單曲在日本Oricon銷售榜上最高位居單週第1名，名列2009年年度銷售榜第104位，而這也是東京事變第一次於單曲榜奪冠。而在日本唱片協會所公佈的RIAJ數位下載榜中，歌曲「能動的三分間」最高曾名列單週第7名。在日本告示牌所公布的告示牌百強單曲榜中，最高曾名列單週第1名、2010年年度單曲榜第44位。而在銷售認證上，歌曲「能動的三分間」的手機和電腦下載也分別在2007年7月及2012年1月通過日本唱片協會認定為金唱片。

## 單曲概要
《能動的三分間》是東京事變繼2007年11月發表數位下載單曲《閃光少女》後，睽違兩年的作品，也是繼2007年8月發表單曲《Killer Tune》後，睽違兩年多的新作品。而歌曲「能動的三分間」則是椎名林檎在專輯《大人》接受訪談時宣布要「專心作詞、作曲交給團員」的言論後，首次擔任歌曲的作曲者。椎名林檎表示「會這麼做是為了防止樂團惡化，因為她覺得她創作的詞曲好像都是以某些特定類型為主，而其他團員就會陷入這樣的迷思中，認為這是誰作的曲就得怎麼編曲，造成音樂多樣性降低，而東京事變又是一個樂團，何不多方面擴散的創作呢。」而這樣的目標在東京事變上一張專輯《娛樂》中就已經完成，因此這次就必須以「不管創作人是誰」的心態來完成這張專輯。所以在歌曲的創作上，團員們是先決定好主題後，才開始進行編曲。
但在上一張專輯《娛樂》相關作品發行後，東京事變團員們其實都很擔心市場的反應，不過在單曲《OSCA》、《Killer Tune》及專輯《娛樂》有了好評價後，讓團員們鬆了一口氣，主唱椎名林檎認為東京事變在第三張專輯《娛樂》後，終於站在起跑點的位置。但她並不以此為滿，希望東京事變在演出事業或是品質上，應該都可以在更好，尤其在《東京事變 live tour 2007 Spa & Treatment》巡迴演唱會和自辦音樂祭《SOCIETY OF THE CITIZENS》結束後，椎名林檎希望下一次應該來點不一樣的感覺，還因為這樣讓椎名林檎覺得「樂團接下來會很傷腦筋」。雖然在這兩年時間，團員們幾乎沒有什麼見面，但在下一張原創專輯名稱已經決定是《SPORTS》的情況下，團員們都各自默默地寫曲，直到今年初才將所有的歌曲集合過來，所以下一張專輯和《娛樂》有很大的不同。
回到歌曲「能動的三分間」本身，以歌曲性質而言，這首歌曲融入了爵士與R&B的元素，而團員也在歌曲裡面相互切磋，這種音樂風格是不曾出現在個唱時期椎名林檎的作品中，算是首完全以東京事變的風格為主的歌曲。另外，因為主唱椎名林檎在接下廣告之前就有練習月球漫步，而且每天都是練習三分鐘整，所以就決定以此作為創作的主題，再加上後來「能動的三分間」成為江崎固力果『Watering Kiss Mint』口香糖廣告的主題曲，而主唱椎名林檎成為該產品的代言人，因此東京事變特地創作了這首歌來成為該產品的主題曲。另外，東京事變在接受椎名林檎官方網站的採訪中提到：「這首歌會發售單曲的主要原因是因為這首曲子為廣告曲目，而如果廣告曲子不發售成單曲的話，也會收錄於專輯中，但這將會延後它變成作品的時間。」
在歌詞部分，「能動的三分間」從「拉麵」開始演唱，與主題《SPORTS》大相逕庭，椎名林檎表示是因為泡麵需要三分鐘的時間。至於單曲封面也內藏玄機，樂曲的收錄時間和樂曲標題就是3分00秒，而樂曲的拍子是十六拍、BPM120，大約就是1小節2秒鐘，也就是說歌曲是由90個小節所組成。而正就是這些束縛，讓團員們編曲時備感壓力，曾經也讓團員們沮喪的想要放棄，椎名林檎一度喪氣的表示：「算了，像這種歌，不唱也罷!」
在宣傳方面，由於歌曲恰好是三分鐘整，因此當東京事變上電視節目表演「能動的三分間」時，在節目佈景中皆會出現計時器倒數。舉例來說在2009年11月27日撥出的朝日電視台音樂節目「MUSIC STATION」中，東京事變就在節目演出現場用了數個電子錶做為背景，而當東京事變開始演出的時候，電子錶從三分鐘開始倒數，最後表演也正好在三分鐘整結束。
在單曲發售時程上，歌曲「能動的三分間」的音樂錄影帶首先於2009年10月16日在網路上接受歌迷視聽的服務，當日也同時發布單曲封面。11月17日則開始提供數位下載服務，之後於12月2日在日本發行CD單曲，而當日也是此首歌首次出現在iTunes Store的歌曲名單中，台灣則是在12月4日發售進口版與台壓版單曲。
在單曲銷售成績方面，本張單曲在發行當週以4.5萬張的銷售量在日本Oricon銷售榜上位居第1名，總計在Oriocn銷售榜上榜11週，累積銷售達7.1萬張，名列2009年年度銷售榜第104名。東京事變睽違歌壇兩年之後所發行的專輯《SPORTS》、單曲《能動的三分間》、影音專輯及藍光專輯《Ultra C》皆在日本Oricon銷售榜上名列第一名，並達成「四冠王」的成績。而在CDTV排行榜中，東京事變首次單週冠軍，而這也是主唱椎名林檎歌手生涯第二度在CDTV稱霸，上一次是《莖(STEM)～諸侯出遊篇～》。另外，在日本告示牌百強單曲榜中，東京事變首次單週冠軍，而這也是主唱椎名林檎歌手生涯第一次在日本告示牌稱霸。而在日本唱片協會所公佈的RIAJ數位下載榜中，歌曲「能動的三分間」最高曾名列單週第7名。歌曲「能動的三分間」的手機和電腦下載也分別在2007年7月及2012年1月通過日本唱片協會認定為金唱片。

### 跨業合作

椎名林檎在江崎固力果口香糖廣告中月球漫步的場景

- 「能動的三分間」

（江崎固力果）‘Watering Kiss Mint口香糖’的廣告主題曲
椎名林檎參與了江崎固力果『Watering Kiss Mint』口香糖廣告的演出，並由兒玉裕一擔任製作，他同時也是本首歌音樂錄影帶的導演。在拍攝廣告時，導演問她：「要用什麼動作來做個強而有力的結尾？」椎名林檎於是靈機一動地聯想到月球漫步。
另外，早在椎名林檎第四張DVD《性治療~第四輯~》的結尾字幕中，導演兒玉裕一就已有過以動畫版的椎名林檎做出月球漫步的構想，正當椎名林檎想要練習月球漫步時，就剛好做出「能動的三分間」這首曲目，而這個想法就這樣一路下去到廣告、音樂錄影帶等。

### 音樂錄影帶

東京事變團員在音樂錄影帶中月球漫步的影像

音樂錄影帶由兒玉裕一擔任導演，他同時也是『Watering Kiss Mint口香糖』電視廣告曲的導演。此首歌的音樂錄影帶主要以椎名林檎在四個不同的房間內演出，而每一個房間內都有一位東京事變的成員，讓椎名林檎接連的更換場景，創造出空間轉換的效果。當她在跳月球漫步的舞步時，四周的場景也在跟著變換，而其他團員也跟著跳月球漫步，頗有向麥可傑克森致敬之意。而這個想法是椎名林檎在拍攝廣告時想到的。
此外，椎名林檎在結尾「用花丟鋼琴手伊澤一葉」的動作，其實是導演的想法，但令椎名林檎百思不得其解，尤其是起初是打算砸吉他手浮雲，但拍攝當天才臨時改為砸伊澤一葉。

### 獲獎紀錄
The SPACE SHOWER MUSIC VIDEO AWARDS
- BEST GROUP VIDEO－《能動的三分間》（提名）

MTV Video Music Awards Japan
- BEST GROUP VIDEO－《能動的三分間》（提名）

## 曲目
| 東京事變【能動的三分間】 | 東京事變【能動的三分間】 | 東京事變【能動的三分間】 | 東京事變【能動的三分間】 | 東京事變【能動的三分間】 |
| 曲序                     | 曲目                     |                          | 作曲                     | 时长                     |
| ------------------------ | ------------------------ | ------------------------ | ------------------------ | ------------------------ |
| 1.                       | 能動的三分間             | 椎名林檎                 | 椎名林檎                 | 3:00                     |
| 2.                       | 忍耐                     | 椎名林檎                 | 伊澤一葉                 | 3:33                     |
| 总时长：                 | 总时长：                 | 总时长：                 | 总时长：                 | 6:33                     |

全作詞：椎名林檎
作曲：椎名林檎（#1）、伊澤一葉（#2）
全編曲：東京事變

### 曲目介紹
1. 能動的三分間（日語：能動的三分間）
  - 收錄於《SPORTS》專輯中

這首歌曲是月球漫步練習曲[11][26]。但是在創作的時候有很多地方需要團員一同去克服，如果在沒有辦法突破的狀況下，就無法進去錄音，而這樣的阻礙也讓團員們時常想要放棄，椎名林檎更透露「如果這首歌沒有被選為廣告歌曲，應該會被當作庫存歌曲吧[11]。」
這首歌曲融入了爵士與R&B的元素，作詞與作曲由主唱椎名林檎負責，合音的部分則由吉他手浮雲所擔綱，讓聽者感覺與上一張專輯《娛樂》截然不同，或許跟椎名林檎在上一張專輯沒有參與作曲的緣故有關。對他們而言，只要三分鐘，就可以完成一首令人難以忘懷的歌曲[4]。
2. 忍耐
  - 作詞：椎名林檎　作曲：伊澤一葉　編曲：東京事變　
  - 收錄於《深夜節目》專輯中

歌名由來是因為椎名林檎認為這首歌聽起來有種衝突和忍耐之類的感覺[11]。
本首歌曲在創作前，就把歌曲時間和拍子都定下來後，才開始編曲[11]。而這首歌曲的歌詞在編曲人伊澤一葉的建議下使用了近畿方言，據說是因為作曲者伊澤一葉要求椎名林檎這樣做的，因為他希望來場「東西大對決」[11]。但是，椎名林檎根本沒有住過近畿，而且在那段歌詞間還有個斷奏，因此在作詞上對椎名林檎產生了一些困擾[11]。

## 批評及評價
評論家都給予A面歌曲「能動的三分間」正面的評價。音樂網站Hot Express的評論家武川春奈表示這首迷人且流行的歌曲表現出樂團東京事變有著更多的可能性，而透過順其自然地方式彈奏樂曲，讓非東京事變的歌迷即使聽到這首歌曲，聽者的眼睛、耳朵及身體都可以感受到這首歌曲的躍動感。音樂網站Rockin' On Japan'的評論家小池宏和則表示這首帶著迪斯科風格的歌曲在合聲的部分能夠完美的和節奏相符，令人印象深刻。音樂網站CDJournal的評論家首先在他的評論中給了這張單曲一顆星，他表示這首帶有放克的歌曲就貌似聽到史萊·史東以及寇帝·梅菲等1970年代靈魂音樂大師的影子，但歌詞卻是強烈的椎名林檎風格的作品，而評論家更進一步的表示他最喜歡歌曲放克的節奏、浮雲的合聲以及歌曲在三分鐘完美結束的收尾。最後，在音樂網站Music Net上的評論家柳澤幹夫則表示，他喜歡歌曲放克的節奏、吉他彈奏的技巧及浮雲的合聲。
關於B面歌曲「忍耐」，音樂網站CDJournal的評論家表示這是一首帶有緊張氣氛刺激性的樂曲，歌曲風格從一開始的新浪潮搖滾風格到後來的拉丁爵士風格，賦予歌曲不同面貌，同時評論家也表示他特別喜歡吉他手浮雲在歌曲一開始的彈奏以及椎名林檎使用近畿方言歌唱的歌聲。最後，音樂網站Music Net的評論家柳澤幹夫則表示這是一首帶點緊張氛圍的歌曲，同時使用近畿方言歌唱在歌曲中有著畫龍點睛的效果。

## 演出人員及後製
|  | 後製人員 |

## 翻唱歌曲
- UNCHAIN（日语：UNCHAIN） - 收錄於專輯『Love & Groove Delivery Vol.2』（2014年）

## 銷售排行

### Oricon 銷售榜(日本)
《能動的三分間》於2007年8月22日發行。發行首週，在日本公信榜Oricon的單曲榜2009年11月第5週付的榜單中以45,299張銷售量居單週冠軍。第二週則以11,011張銷售量位居第五位，同週第一、二名分別是男歌手桑田佳祐的單曲「對你說再見」及團體w-inds.的單曲「Truth～最後的真實～」。總計《能動的三分間》總共在日本公信榜Oricon的單曲榜上榜11週，累積銷售達7.1萬張。同時在2009年年銷售榜中，《能動的三分間》以5.6萬張銷售量居全年第104名。
| 名稱                       | Oricon銷售榜 | 最高  | 最高   | 總銷售量 | 累積上榜次數 |
| 名稱                       | Oricon銷售榜 | 排 行 | 銷售量 | 總銷售量 | 累積上榜次數 |
| -------------------------- | ------------ | ----- | ------ | -------- | ------------ |
| 2009年12月2日 能動的三分間 | 週銷售排行榜 | #1    | 45,299 | 71,315   | 11週         |
| 2009年12月2日 能動的三分間 | 月銷售排行榜 | #6    | 64,422 | 71,315   | 11週         |
| 2009年12月2日 能動的三分間 | 年銷售排行榜 | #104  | 56,310 | 71,315   | 11週         |

### 其他銷售榜
| 排行榜名稱                          | 最高排名 |
| ----------------------------------- | -------- |
| (日本) Soundscan：CD Single Top 20  | #1       |
| (日本) J-WAVE：Tokio Hot 100        | #1       |
| (日本) J-WAVE：Tokio Hot 100 (年榜) | #98      |
| (日本) CDTV Top 100                 | #1       |
| (日本) 告示牌百強單曲榜             | #1       |
| (日本) 告示牌百強單曲榜 (年榜)      | #44      |
| (日本) 告示牌百強單曲銷售榜 (年榜)  | #85      |
| (日本) RIAJ數位下載榜               | #7       |
| (日本) iTunes Store銷售榜 (年榜)    | #75      |
| (台灣) G-Music：東洋榜              | #16      |
| (台灣) 五大唱片：日韓榜             | #8       |

### 銷售認證
| 認證單位                    | 銷量             |
| --------------------------- | ---------------- |
| (日本) RIAJ：數位下載(手機) | 金唱片 (100,000) |
| (日本) RIAJ：數位下載(電腦) | 金唱片 (100,000) |

## 發行歷史
| 國家 | 發行日期       | 發行形式       | 唱片公司                      | 商品編號   |
| ---- | -------------- | -------------- | ----------------------------- | ---------- |
| 日本 | 2009年11月17日 | 數位下載       | EMI Music Japan／Virgin Music | -          |
| 日本 | 2009年12月2日  | CD             | EMI Music Japan／Virgin Music | TOCT-40280 |
| 韓國 | 2009年12月3日  | 數位下載       | EMI                           | -          |
| 台灣 | 2009年12月4日  | CD(台壓盤)     | 金牌大風                      | I5165      |
| 台灣 | 2009年12月11日 | CD(進口初回盤) | EMI Music Japan／Virgin Music | TOCT-40280 |

## 宣傳行程
| 類型   | 日期       | 名稱                                                            |
| ------ | ---------- | --------------------------------------------------------------- |
| 演唱會 | 2009/12/30 | COUNTDOWN JAPAN 09'10                                           |
| 電視   | 2009/11/27 | 【朝日電視台】MUSIC STATION                                     |
| 電視   | 2009/11/17 | 【MTV】Top Hits(音樂錄影帶首播)                                 |
| 電視   | 2009/11/17 | 【SPACE SHOWER TV】MEGA HITS(音樂錄影帶首播)                    |
| 電視   | 2009/11/17 | 【SPACE SHOWER TV】SPACE SHOWER RECOMMEND JAPAN(音樂錄影帶首播) |
| 電視   | 2009/11/17 | 【SPACE SHOWER TV】More Music(音樂錄影帶首播)                   |
| 電視   | 2009/12/05 | 【TBS】COUNTDOWN TV                                             |
| 電視   | 2010/02/28 | 【NHK】MUSIC JAPAN                                              |

## 脚注